# Enciklopedija Sovjetske Litve
Enciklopedija Sovjetske Litve (litavski: Tarybų Lietuvos enciklopedija, ruski: Энциклопедия Советской Литвы) opća je enciklopedija na litavskome. Izdavala ju je „Glavna redakcija enciklopedija“ (litavski: Vyriausioji enciklopedijų redakcija, ruski: Главная редакция энциклопедий) u Vilniusu od 1985. do 1988. godine u 4 sveska. Nastala je na temelju Litavske sovjetske enciklopedije.

## Struktura
| Broj sveska | Ime sveska      | Godina objavljivanja |
| ----------- | --------------- | -------------------- |
| 1           | A–Grūdas        | 1985.                |
| 2           | Grūdas–Marvelis | 1986.                |
| 3           | Masaitis–Simno  | 1987.                |
| 4           | Simno–Žvorūnė   | 1988.                |
| Bez broja   | „Papildymų“     | 1988.                |

## Sadržaj enciklopedije
Sadržaj Enciklopedije Sovjetske Litve obuhvaćao je arheologiju, povijest, prirodu, znanost, kulturu, gradove, distrikte, životopise i politiku koji su na neki način povezani s Litvom. Enciklopedija Sovjetske Litve se ne bavi područjima kao što su: tehnologija, biologija, farmakologija, medicina, matematika, itd.
Dodatni svezak „Papildymų“ objavljen 1988. godine bavi se tadašnjom političkom situacijom, perestrojkom i Sąjūdisom. U članku „Tremtis“ (Izganstvo) prvi put se spominje izraz „Lietuvos Respublika“ (Republika Litva) umjesto buržoazijska Litva.